# Fondation Henri-Cartier-Bresson
Ne doit pas être confondu avec Fondation Cartier pour l'art contemporain.
La Fondation Henri-Cartier-Bresson est une fondation privée reconnue d’utilité publique, dédiée à la mémoire, la conservation et la mise en valeur de l’œuvre photographique d’Henri Cartier-Bresson et de son épouse Martine Franck.
Fondée en 2003, la Fondation organise plusieurs expositions par an, consacrées à l’œuvre d’Henri Cartier-Bresson ou de photographes anciens ou contemporains dont la sensibilité est proche de celle de son fondateur. Après quinze années passées dans le quartier du Montparnasse, elle est installée depuis 2018 rue des Archives, dans le Marais à Paris.

## Histoire

### Genèse de la Fondation
À la fin des années 1990, Henri Cartier-Bresson et son épouse Martine Franck réfléchissent à la création d’une institution qui permettrait la sauvegarde et la diffusion de leurs œuvres. Martine Franck et leur fille Mélanie travaillent activement à la mise en place de la Fondation qui, avant même d’ouvrir ses portes au public, est reconnue d’utilité publique par décret (Journal Officiel du 11 Mars 2002). 
Elle est la première institution créée par un artiste photographe de son vivant pour la conservation et la diffusion de son œuvre. Sa création s’inscrit dans l’essor des musées et fondations consacrés à la photographie à Paris au tournant des années 2000, entre l’ouverture de la Maison européenne de la photographie en 1996, et celle du Jeu de paume en 2004. 

### Dans le quartier du Montparnasse (2003-2018)

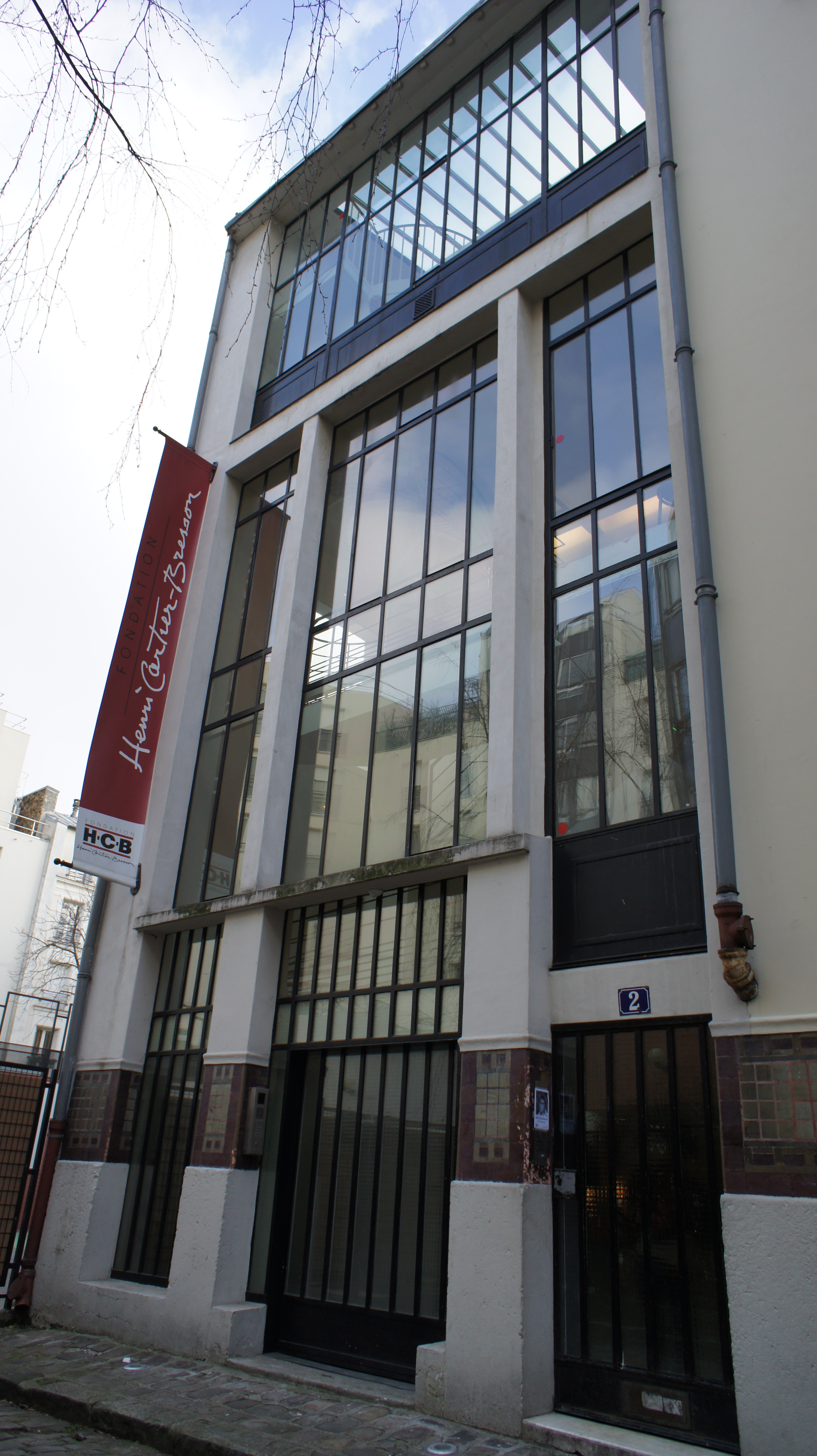
Dans l’impasse Lebouis

La Fondation est inaugurée le 29 avril 2003, en présence notamment de Bertrand Delanoë, maire de Paris, Jean-Jacques Aillagon, Ministre de la Culture, et Martine Franck, son instigatrice et première présidente (2003-2012), avant d’ouvrir ses portes au public le 2 mai avec l’exposition Les choix d’Henri Cartier-Bresson, qui présente une sélection d’œuvres de quatre-vingt-trois photographes ayant particulièrement marqué Cartier-Bresson.
Elle est alors installée au 2, impasse Lebouis dans le 14e arrondissement de Paris, au cœur du quartier du Montparnasse, dans un immeuble de 1913 dessiné par l'architecte Émile Molinié, classé depuis 1982 aux monuments historiques, ancien atelier d’artiste, ayant ensuite accueilli la rédaction du magazine Actuel au début des années 1970.
L’espace de la Fondation se révèle rapidement trop exigu pour accueillir l’ensemble des fonds d’archives photographiques de ses collections, et pousse la Fondation à chercher de nouveaux locaux au début des années 2010. Le déménagement de la Fondation est en partie financé par une vente aux enchères de cent tirages d’époque de photographies de Cartier-Bresson, possédés en double dans les collections de la Fondation, se tenant chez Christie's le 11 novembre 2011.

### Dans le quartier du Marais (depuis 2018)
Durant l’été 2018, la Fondation migre vers un nouvel espace dédié dans le quartier du Marais, au 79, rue des Archives, dans le 3e arrondissement de Paris. Les nouveaux locaux sont inaugurés le 6 novembre 2018 avec une exposition consacrée à Martine Franck. 
Son espace d’exposition et de conservation, aménagé par l’agence Novo, est installé dans un ancien garage réhabilité par le cabinet d’architectes Lobjoy-Bouvier-Boisseau. Ce changement d’adresse permet à la Fondation de doubler son linéaire d’exposition, avec un espace de plain-pied avec la rue, améliorant les conditions d’accueil du public, des scolaires et des personnes à mobilité réduite. L’espace est réaménagé pour satisfaire aux meilleures conditions de conservation. 
Le gain de place du nouveau lieu permet la création de deux nouveaux espaces. D'une part, un espace librairie, qui offre une sélection diversifiée de livres sur la photographie, comprenant des publications relatives principalement aux collections et aux expositions temporaires ; ainsi qu'une nouvelle salle pédagogique, mise à la disposition d’associations, de scolaires et de partenaires.

## La Fondation

### Fonctionnement
La Fondation est structurée autour d’un conseil d’administration de douze membres, dont quatre sont membres fondateurs, présidé depuis 2019 par Serge Toubiana . Au conseil d’administration s’ajoute un conseil d’orientation, composé de membres internationaux qui ont une valeur consultative.

### Missions
La Fondation Henri Cartier-Bresson a pour vocation de mener à bien trois principales missions : conserver l’œuvre d’Henri Cartier-Bresson et de Martine Franck, œuvrer à leur diffusion, et faire découvrir celle d’autres photographes de sensibilité “humaniste“.
La mission de diffusion conduite par la Fondation se décline en plusieurs actions. Cette diffusion s’opère, d’un point de vue institutionnel, dans la gestion et le prêt de photographies et d’archives aux institutions muséales du monde entier. La diffusion auprès des publics est engagée par l’organisation de plusieurs expositions temporaires par an. Elle assure enfin l’accès des œuvres aux chercheurs par le bais de la Bibliothèque de recherche Martine Franck.
Sa vocation s’ouvre aussi au soutien de la création photographique contemporaine en décernant, tous les deux ans, le prix Henri-Cartier-Bresson.
La Fondation vise à susciter la réflexion autour de la photographie par l’organisation de rencontres et d’évènements, comme les Conversations et les Grands Entretiens, qui alternent entretiens avec un artiste ou un commissaire et rencontres thématiques.
Elle est garante de l’authentification des œuvres de Cartier-Bresson, et veille à la surveillance du marché afin de distinguer les tirages originaux des tirages détournés ou contrefaits. Elle est la seule habilitée à fournir un certificat d’authenticité.
La gestion des demandes de reproductions des photographies de Cartier-Bresson est quant à elle assurée par l’agence Magnum Photos, dont Cartier-Bresson est l'un des quatre membres fondateurs en 1947.

### Présidents
- 2003 - 2012 : Martine Franck
- 2012 - 2019 : Kristen van Riel
- depuis 2019 : Serge Toubiana

### Directeurs
- 2003 - 2018 : Agnès Sire (aujourd'hui directrice artistique)[13]
- 2018 à 2022 : François Hébel[13]
- À compter du 5 décembre 2022 : Clément Cheroux[14].

## Collections

### Composition générale
Les collections de la Fondation, toujours en cours d’inventaire , sont constituées du fonds d’archives photographiques et de documents d’Henri Cartier-Bresson, patrimoine inaliénable de l’institution. Il est constitué de plus de cent mille documents aussi divers que des tirages originaux, planches contact, dessins, publications, correspondances, livres rares, albums, films, vidéos, affiches, ou cartons d’invitation. Le fonds principal est conservé depuis 2018 dans un espace spécialement construit, répondant aux dernières normes d’hygrométrie et de conservation, supervisé par une équipe dédiée .
Lors du décès de Martine Franck en 2012, la Fondation accueille dans ses collections son important fonds photographique, toujours en cours d’inventaire.

### La Bibliothèque de rechercheMartine Franck
La Bibliothèque Martine Franck, inaugurée avec l’ouverture du nouvel espace en 2018, est une bibliothèque de recherche qui réunit plus d’un millier d’ouvrages relatifs aux œuvres d’Henri Cartier-Bresson et de Martine Franck, ainsi que d’autres photographes ayant intéressé à différents titres la Fondation. Son fonds est mis à la disposition des chercheurs sur demande.

## Expositions

### Organisation
La Fondation a organisé et accueilli, depuis 2003, cinquante-deux expositions temporaires, au rythme d'environ trois par an, et publie à l’occasion de chacune un catalogue dédié. Environ un quart des expositions est consacré à l’œuvre ou au regard de Cartier-Bresson ; le restant assure l’ouverture de l’institution sur le travail d’autres artistes, anciens, modernes ou contemporains, dont le travail s’inscrit dans l’esprit défendu par Cartier-Bresson. 

### Liste des expositions[18]
- 2003 : Les choix d’Henri Cartier-Bresson, du 2 mai au 26 juillet 2003.
- 2003 : Inge Morath, du 2 septembre au 29 novembre 2003.
- 2003-2004 : Ce que j’ai vu, du 10 décembre 2003 au 28 mars 2004.
- 2004 : Fazal Sheikh. A Camel for the Son et The Victor Weeps, du 7 avril au 25 juillet 2004.
- 2004 : Alvarez-Bravo, Henri Cartier-Bresson, Walker Evans. Documentary and Anti-Graphic Photographs, du 8 septembre au 19 décembre 2004.
- 2005 : Henri Cartier-Bresson et Alberto Giacometti. Une communauté de regards, du 13 janvier au 26 mars 2005.
- 2005 : Larry Towell. No Man’s Land, du 15 avril au 6 août 2005.
- 2005 : Bill Brandt, du 21 septembre au 18 décembre 2005.
- 2006 : Henri Cartier-Bresson. Le silence intérieur d'une victime consentante, du 18 janvier au 9 avril 2006.
- 2006 : Joan Colom. Les gens du Raval, du 26 avril au 30 juillet 2006.
- 2006 : Henri Cartier-Bresson. Scrapbook, du 21 septembre au 23 décembre 2006.
- 2007 : Bruce Davidson. Time of Change et 100th Street, du 17 janvier au 22 avril 2007.
- 2007 : Fazal Sheikh. Moshka et Ladli, du 10 mai au 26 août 2007.
- 2007 : Helen Levitt, du 12 septembre au 23 décembre 2007.
- 2008 : Saul Leiter, du 17 janvier au 13 avril 2008.
- 2008 : Saul Steinberg. Illuminations, du 6 mai au 27 juillet 2008.
- 2008 : Henri Cartier-Bresson et Walker Evans. Photographing America, 1929-1947, du 10 septembre au 21 décembre 2008.
- 2009 : Guy Tillim. Jo'Burg et Avenue Patrice Lumumba, du 13 janvier au 19 avril 2009.
- 2009 : Jim Goldberg. Open See, du 5 mai au 26 juillet 2009.
- 2009 : August Sander. Voir, observer et penser, du 9 septembre au 20 décembre 2009.
- 2010 : Robert Doisneau. Du métier à l’œuvre, du 13 janvier au 18 avril 2010.
- 2010 : Irving Penn. Les petits métiers, du 5 mai au 25 juillet 2010.
- 2010 : Harry Callahan. Variations, du 7 septembre au 19 décembre 2010.
- 2011 : David Goldblatt. TJ, 1948-2010, du 12 janvier au 17 avril 2011.
- 2011 : Mitch Epstein. American Power, du 4 mai au 24 juillet 2011.
- 2011 : Lewis Hine, du 7 septembre au 18 décembre 2011.
- 2012 : Henri Cartier-Bresson – Paul Strand. Mexique, 1932-1934, du 11 janvier au 22 avril 2012.
- 2012 : Yutaka Takanashi, du 10 mai au 29 juillet 2012.
- 2012 : Moï Wer, du 12 septembre au 23 décembre 2012.
- 2013 : Howard Greenberg. Collection, du 16 janvier au 21 avril 2013.
- 2013 : Vanessa Winship. She Dances on Jackson, du 15 mai au 28 juillet 2013.
- 2013 : Sergio Larrain. Vagabondages, du 11 septembre au 22 décembre 2013.
- 2014 : Guido Guidi. Veramente, du 16 janvier au 27 avril 2014.
- 2014 : Emmet Gowin, du 14 mai au 27 juillet 2014.
- 2014 : William Eggleston. From Black & White to Color, du 9 septembre au 21 décembre 2014.
- 2015 : Pieter Hugo. Kin, du 14 janvier au 26 avril 2015.
- 2015 : Patrick Faigenbaum. Kolkata / Calcutta, du 13 mai au 26 juillet 2015.
- 2015 : Jeff Wall. Smaller Pictures, du 9 septembre au 20 décembre 2015.
- 2016 : Ugo Mulas. La photographie, du 15 janvier au 24 avril 2016.
- 2016 : Francesca Woodman. On Being an Angel, du 11 mai au 31 juillet 2016.
- 2016 : Louis Faurer, du 9 septembre au 18 décembre 2016.
- 2017 : Henri Cartier-Bresson. Images à la sauvette, du 11 janvier au 23 avril 2017.
- 2017 : Claude Iverné. Bilad Es Sudan, du 11 mai au 30 juillet 2017.
- 2017 : Raymond Depardon. Traverser, du 13 septembre au 24 décembre 2017.
- 2018 : Zbigniew Dłubak. Héritier des avant-gardes, du 17 janvier au 29 avril 2018.
- 2018 : Robert Adams. Our Lives and our Children, du 16 mai au 29 juillet 2018.
- 2018 : Martine Franck, du 6 novembre 2018 au 10 février 2019.
- 2019 : Henri Cartier-Bresson en France (1926-1938), du 26 février au 2 juin 2019.
- 2019 : Guy Tillim. Museum of the Revolution, du 26 février au 2 juin 2019.
- 2019 : Henri Cartier-Bresson. Pérégrination, Europe (1930-1933), du 18 juin au 29 septembre 2019.
- 2019 : Wright Morris. L’essence du visible , du 18 juin au 29 septembre 2019.
- 2019-2020 : Henri Cartier-Bresson. Chine, 1948-1949, 1958, du 15 octobre 2019 au 2 février 2020.
- 2020 : Marie Bovo. Nocturnes, du 25 février au 23 août 2020.
- 2020 : Martine Franck. Face à face, du 25 février au 23 août 2020.
- 2020 : Gregory Halpern. Soleil cou coupé, du 8 septembre au 29 octobre 2020.
- 2020 : Sergio Larrain. Londres, du 8 septembre au 29 octobre 2020.
- 2021 : Eugène Atget. Voir Paris, du 3 juin au 19 septembre 2021.
- 2021-2022 : John Coplans. La vie des formes, du 5 octobre 2021 au 16 janvier 2022.
- 2022 : Mathieu Pernot. La ruine de sa demeure, du 8 mars au 19 juin 2022.
- 2022 : Henri Cartier-Bresson. L'expérience du paysage, du 1er juillet au 25 septembre 2022.
- 2022-2023 : Jan Groover. Laboratoire des formes, du 8 novembre 2022 au 29 janvier 2023.
- 2022-2023 : Henri Cartier-Bresson avec Martin Parr. Réconciliation, du 8 novembre 2022 au 29 janvier 2023.
- 2023 : Paul Strand ou l'équilibre des forces, du 14 février au 23 avril 2023.
- 2023 : Henri Cartier-Bresson, Helen Levitt - Mexico, du 14 février au 23 avril 2023.
- 2023-2024 : Ruth Orkin, Bike Trip, USA, 1939, du 19 septembre 2023 au 14 janvier 2024.
- 2025 : Marjaana Kella, L'envers du portrait, du 28 janvier au 13 avril 2025.

## Prix Henri Cartier-Bresson
La Fondation décerne tous les deux ans le Prix Henri Cartier-Bresson, d'un montant de 35 000 euros, attribué par un jury international. Il est destiné à soutenir le projet d’un photographe présenté par une institution, le travail du lauréat fait l’objet dans les dix-huit mois suivant l’attribution du prix d’une exposition à la Fondation et d’un ouvrage dédié. La Fondation d’entreprise Hermès est le mécène du Prix Henri Cartier-Bresson.